# Musée archéologique d'Apollonia
 (mars 2024).
Si vous disposez d'ouvrages ou d'articles de référence ou si vous connaissez des sites web de qualité traitant du thème abordé ici, merci de compléter l'article en donnant les références utiles à sa vérifiabilité et en les liant à la section « Notes et références ».
Le musée archéologique d'Apollonia est un musée archéologique installé dans le monastère de Sainte-Marie (en albanais : Manastiri Lindja e Hyjlindëses Mari) à Ardenica, surplombant les ruines grecques d'Apollonia (en grec ancien Aπολλωνία κατ' Επίδαμνον ou Απολλωνία προς Επιδάμνω), ancienne cité grecque située en Illyrie (actuelle Albanie), et les plaines de Myzeqe, sur la rive droite de la Vjosa, près de l'actuel village de Pojani, à une dizaine de kilomètres de Fier, dans la préfecture de Fier, qui abrite notamment une collection d'artefacts mis au jour dans le site antique voisin.

## Historique
« Redécouvert » par des hommes de lettres européens au XVIIIe siècle, le site de la ville antique d'Apollonia a dû attendre le début du XXe siècle pour être fouillé. Les premières fouilles ont été effectuées sous l'occupation autrichienne de la région en 1916-1918, pendant la Première Guerre mondiale, par des archéologues autrichiens qui ont mis au jour et exploré les murs qui entouraient la ville. Elles furent poursuivies par des fouilles systématiques, qui ont débuté en 1924, effectuées par une mission archéologique française, dirigée par l'archéologue Léon Rey, entre 1924 et 1938. Cette campagne de fouilles a permis de mettre au jour un ensemble de monuments au centre de la ville. Dès la fin des années 1920 et dans les années 1930, Rey réclama la création d'un musée pour permettre de conserver et de présenter sur place les artefacts que son équipe avait découverts mais le manque de financement empêcha la réalisation du projet.
Malgré tout, le 8 octobre 1936, les découvertes archéologiques d'Apollonia purent enfin être exposées dans un bâtiment gouvernemental à Vlora. Celui-ci subit des bombardements et des pillages pendant la Seconde Guerre mondiale. Après la guerre, une équipe albanaise prit le relais à partir de 1948. De nouvelles fouilles sont entreprises, qui permirent de découvrir de nouvelles pièces exposées dans un monastère voisin ou dans la capitale albanaise, Tirana. Les archéologues albanais réclament à leur tout la création d'un musée public, mais, cette fois, dans la région d'Apollonia elle-même. Les archéologues S. Anamali et H. Ceka parviennent à réunir les fonds nécessaires et le musée archéologique d'Apollonia a finalement ouvert en 1958, dans le village de Pojan, proche du site antique.
Pendant la période communiste le musée a connu un succès considérable. Un grand nombre de fouilles effectuées par des archéologues albanais pendant une période de 40 ans ont permis d'enrichir les collections du musée. Mais, au cours de la période d'anarchie qui suivit la chute du régime communiste en 1991, les collections archéologiques furent partiellement pillées, et le musée a dû être fermé. Depuis 1992, le site fait à nouveau l'objet de campagnes de fouilles archéologiques régulières, menées par une équipe franco-albanaise.
Le 7 décembre 2011, le musée archéologique d'Apollonia a pu rouvrir ses portes au public après 20 ans. Il présente une partie du matériel découvert dans le site antique, le reste se trouvant à Tirana). Les salles proposent un parcours chronologique. Les portiques de la cour accueillent les statues, inscriptions et sarcophages. Au total, 688 objets importants et un grand nombre de pièces anciennes en font l'un des musées les plus riches du pays. La restauration du musée archéologique a été mise en œuvre grâce à un fonds de 140 000 dollars, financé par l'UNESCO.